# Старченко, Марина Георгиевна
Ста́рченко Мари́на Гео́ргиевна (11 февраля 1924, Москва — 16 августа 2016, Москва) — российский и советский архитектор, художник.

## Биография
Старченко Марина Георгиевна родилась в Москве. Окончила Московский архитектурный институт. С 1945 года принимала участие в экспедициях по изучению памятников деревянного зодчества русского Севера, а в 1948 году поехала работать в Петрозаводск. Главной задачей было восстановить послевоенный полуразрушенный центр города. Марина Георгиевна предложила вписать новые здания в единый современный ансамбль и при этом отразить в архитектуре традиции русского северного зодчества. Такой подход подвергся критики со стороны архитектурного общества. Местное Управление по делам архитектуры негативно относилось к любому проявлению модерна в архитектуре, но Старченко настояла и замысел был реализован.
Марина Георгиевна внесла большой вклад в преобразование Петрозаводска. Местные жители называют дома спроектированные архитектором — «дома Марины».
Старченко Марина Георгиевна также работала в проектных институтах Москвы. Являлась членом Союза архитекторов. Увлекалась прикладным искусством. Участвовала во многих выставках в Москве в Центральном доме художника и Центральном доме архитектора.

## Проекты и постройки в Петрозаводске

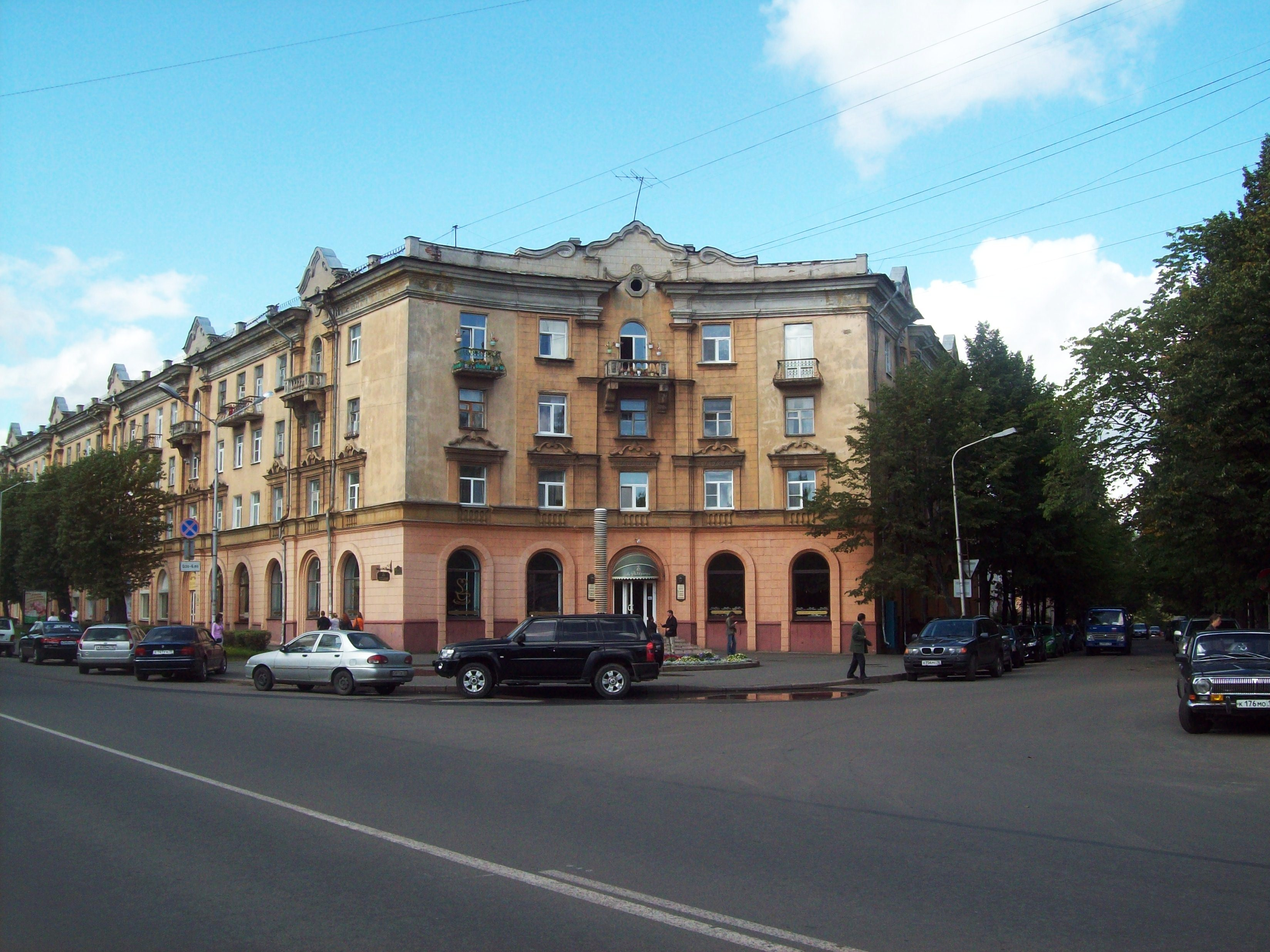
Жилой дом на проспекте Карла Маркса в Петрозаводске

- Жилой дом на пр. Карла Маркса, 22;
- Жилой дом на ул. Гоголя, 14;
- Жилой дом на ул. Гоголя, 18;
- Летний кинотеатр в Парке культуры и отдыха[3].